# Gastuche
Gastuche is een gehucht in de gemeente Graven in de Belgische provincie Waals-Brabant. Gastuche ligt aan de Dijle, 6 kilometer ten noordoosten van Waver en heeft een station aan spoorlijn 139 (Leuven - Ottignies).
De naam Gastuche is een verbastering van het woord gasthuis: Gastuche vernoemd naar een gasthuis dat een kloosterorde uit Waver hier bezat.

## Bezienswaardigheden
- Het Château de Laurensart in de wijk Gastuche werd in 1907 gebouwd in een neo-Lodwijk XV-stijl. Het is gelegen in een groot landschapspark.

Deelgemeenten: Biez · Bossut-Gottechain · Eerken · Graven · Nethen

Overige dorpen en gehuchten: Bossut · Cocrou · Doiceau · Gastuche · Gottechain · Hèze · Pécrot

Belgische gemeenten · Arrondissement Nijvel · Waals-Brabant · Wallonië